# فلورا دافی
فلورا دافی (انگلیسی: Flora Duffy؛ زادهٔ ۳۰ سپتامبر ۱۹۸۷) ورزشکار ورزش سه‌گانه زن اهل برمودا است.
وی در مسابقات کشوری و بین‌المللی در مجموع برندهٔ ۱۱ مدال طلا، ۴ مدال نقره، ۲ مدال برنز شده‌است.